# Marca TV
Marca TV va ser un canal de televisió espanyol, de temàtica esportiva, basat en el diari d'informació esportiva Marca i a l'emissora de ràdio Radio Marca, pertanyent a Unidad Editorial i Mediapro. Junt amb el diari, l'emissora de ràdio i la web www.marca.com formaven el Mundo Marca.
El canal inicià les emissions el 28 d'agost de 2010, coincidint amb l'inici del Campionat del món de bàsquet de 2010, que es disputà a Turquia des del 28 d'agost fins al 12 de setembre. Marca TV va retransmetre els partits que no van ser oferts per laSexta. Durant aquest període l'emissora es va dedicar al seguiment d'aquest esdeveniment esportiu.
Després de mesos de rumors sobre el tancament de la cadena al mes de juny de 2013, el 26 de juny es va decidir que MarcaTV continués, de forma provisional, fins al 31 de juliol. Finalment, el 15 de juliol Mediapro va comunicar als treballadors que a final de mes es tancaria el canal, ja que les negociacions de Mediapro amb Unidad Editorial per a aconseguir la totalitat del canal no van funcionar. El tancament estava motivat per l'alt preu que suposava el canal, que no havia aconseguit ser rendible i la sentència judicial que va suspendre l'adjudicació de diversos llicències de TDT, tot i que encara no estava ratificada pel govern espanyol.

## Retransmissions en directe
Futbol
- Un partit de Primera Divisió per jornada, els dilluns a les 21:30, entre les jornades 6 a 28 de la temporada 2012/13.
- Tres partits de Segona Divisió per jornada.

Bàsquet
- Tres partits d'Eurolliga per jornada. Posseïa els drets de l'Unicaja de Málaga, a més d'emetre alguns partits del Real Madrid i el Barça.

Futbol sala
- Un partit cada jornada de la Lliga Nacional de Futbol Sala els diumenges a les 12:00.

Altres programes destacats eren: Marca gol, Marca Center, Marca REC, Futboleros, Tiramillas, Boxa i Wrestling

## Audiències
| Any  | Gener | Febrer | Març | Abril | Maig | Juny | Juliol | Agost | Setembre | Octubre | Novembre | Desembre | Mitjana anual |
| ---- | ----- | ------ | ---- | ----- | ---- | ---- | ------ | ----- | -------- | ------- | -------- | -------- | ------------- |
| 2010 | -     | -      | -    | -     | -    | -    | -      | -     | 0,4%     | 0,4%    | 0,5%     | 0,5%     | 0,45%         |
| 2011 | 0,6%  | 0,7%   | 0,7% | 0,7%  | 0,8% | 0,8% | 0,9%   | 1%    | 1,1%     | 0,8%    | 0,7%     | 0,7%     | 0,8%          |
| 2012 | 0,9%  | 0,8%   | 0,8% | 0,9%  | 0,9% | 0,7% | 0,7%   | 0,9%  | 1,0%     | 1,2%    | 1,3%     | 1,4%     | 0,9%          |
| 2013 | 1,2%  | 1,1%   | 1,1% | 0,9%  | 0,9% | 0,8% | 0,6%   | -     | -        | -       | -        | -        | 0,9%          |